# Cryptanthus leopoldo-horstii
Espèce
Cryptanthus leopoldo-horstii est une espèce de plantes à fleurs de la famille des Bromeliaceae, endémique du Brésil et décrite en 1988 par le botaniste allemand Werner Rauh.

## Distribution
L'espèce est endémique de la serra do Espinhaço dans l'État de Minas Gerais à l'est du Brésil.

## Description
Selon la classification de Raunkier, l'espèce est hémicryptophyte.